# کانن ئی‌اواس ۱ دی مارک ۲
کانن ئی‌اواس ۱ دی مارک ۲ (به انگلیسی: Canon EOS-1D Mark II) یک دوربین عکاسی تک‌لنزی بازتابی ساخت شرکت کانن است.